# Евангелос Филокостас
Евангелос Филокостас (на гръцки: Ευάγγελος Φιλόκωστας) е гръцки революционер, деец на Гръцката въоръжена пропаганда в Македония от началото на XX век.

## Биография
Евангелос Филокостас е роден в катеринското село Зязяко, тогава в Османската империя. Присъединява се към гръцката пропаганда в Македония още от самото ѝ начало и е ръководител на местния комитет. Става капитан на чета от 18 души, която в 1905 – 1907 година подпомага Михаил Анагностакос в борбата срещу румънската пропаганда в Гревенско. Между 1907 и 1908 година служи под командването на Константинос Мазаракис в борбата срещу ВМОРО в района на Негуш – Воден. Участва в много сражения с български чети. Участва като доброволец в Балканските войни (1912 – 1913).